# Комплекс підземних сховищ Соренто
Комплекс підземних сховищ Соренто — підземні сховища в штаті Луїзіана для зберігання різноманітних продуктів нафтогазової та нафтохімічної промисловості.
Сховища в Соренто (на лівобережжі Міссісіпі, за три десятки кілометрів на південний схід від Батон-Руж) відносяться до поширеного на півдні США типу соляних каверн. Їх створюють шляхом розмивання відкладень солі (в регіоні Мексиканської затоки їх потужність може складати кілька сотень метрів) зі створенням пустот, при цьому отриманий розсол зазвичай спрямовується на потреби гірничо-хімічної промисловості.
Комплекс не має єдиного власника та складається з каверн, що належать різним компаніям, які при цьому можуть спільно використовувати певну логістичну інфраструктуру. Продукти, що зберігаються в Соренто, діляться на дві основні групи — зріджені вуглеводневі гази та традиційний природний газ.

## Сховища ЗВГ
Станом на середину 2010-х в комплексі було не менше 17 каверн для зріджених вуглеводневих газів загальною ємністю 35 млн барелів.
Комплекс, зокрема, знаходиться в роботі з такими об'єктами, як:
- трубопровід Tri-States Pipeline, який постачає призначені для фракціонування зріджені вуглеводневі гази зі штатів Алабама та Міссісіпі. При цьому власне Tri-States завершується в Кеннер (на західній околиці Нового Орлеану), а з Соренто його сполучає трубопровід-перемичка Вілпрайс (Wilprise) довжиною 30 миль та діаметром 300 мм.[2] На початку 2000-х у напрямку Соренто спрямовувалось біля 80 % доставлених через Tri-States Pipeline ЗВГ;[3]
- установка фракціонування Батон-Руж (далі на північний захід, на протилежному, правому, березі Міссісіпі), для роботи якої й призначена доставлена через Tri-States ЗВГ-суміш;
- установка фракціонування Норко (дещо південніше Соренто);[4]
- установка фракціонування Парадіс (ще південніше, у правобережній частині дельти Міссісіпі);[5]
- установка фракціонування Тебоне;[5]
- нафтопереробний завод компанії ExxonMobil у Батон-Руж, з якого до сховища та назад можуть перекачуватись пропан, бутан, ізобутан, газовий бензин, а також олефіни — пропілен та бутилен.[6] Сполучення з Соренто відіграє важливу роль у забезпеченні діяльності самого нафтопереробного виробництва — коли в 2016-му внаслідок потужної повені виникли проблеми з закачуванням надлишкових ЗВГ до сховища, власник НПЗ, щоб не втрачати продукт, був вимушений зупинити одну з установок потужністю 5,5 млн тонн на рік та готуватись до можливої зупинки всього заводу потужністю 25 млн тонн на рік. В той же час, НПЗ у Батон-Руж надає доступ до річкового терміналу Anchorage Chemical Terminal, який, зокрема, здатен працювати з пропіленом та обслуговувати судна дедвейтом до 48 тисяч тонн;[7]
- вироблений у нафтопереробній промисловості пропілен (chemical-grade-propylene) станом на другу половину 2010-х постачається з Соренто у західному напрямку через пропіленопроводи Lou-Tex Propylene Pipelene (розглядається можливість переводу у реверсний режим з прокачуванням більш якісного polymere-grade-propylene) та RGP Pipeliene.

Крім того, сховища сполучені з системами для транспортування ЗВГ Louisiana Pipeline System та River Parish Pipeline System.

## Сховища природного газу
У Соренто, зокрема, знаходяться каверни для зберігання природного газу об'ємом 0,2 млрд м3, які належать компанії EnLink (викупила ці активи в 2014-му у Chevron).